# ميجان دونيلي
ميجان دونيلي (بالإنجليزية: Megan Donnelly) هي لاعب هوكي الحقل أمريكية، ولدت في 11 مايو 1964.

## وصلات خارجية
- ميجان دونيلي على موقع أوليمبيديا (الإنجليزية)